# ناجي مجرشي
ناجي مجرشي هو لاعب كرة قدم سعودي، لعِب لنادي الشباب والرائد والرياض وأولسان هيونداي.

## سيرته
شارك مع المنتخب السعودي للناشئين والشباب والأول ويعد من أمهر لاعبي كرة القدم في السعودية لولا أن بنيته الجسدية ذات القامة القصيرة والنحيلة شكّلت له كابوسا واقعيا مع الإصابات والاحتكاكات مع المدافعين، فكانت حياته الكروية قصيرة.
- ساهم في تأهيل المنتخب السعودي للشباب إلى نهائيات كأس العالم مع زميله اللاعب عيسى المحياني كثنائي هجومي بارز.
- حقق هدفًا مثاليا في مرمى منتخب ساحل العاج أو المكسيك في نهائيات كأس العالم للشباب 2003 التي أقيمت في الإمارات.
- مارس 2011	إعارة	الشباب - السعودية	- اولسان -الكوري
- يونيو 2011 انتقال الشباب -السعودية - الرائد - السعودية

## قصته مع الإصابات
يعتبر ناجي من المهاجمين ذوي الحظ السيئ, حيث أنه من النادر أن تجده أساسياً وذلك بسبب كثرة إصاباته القوية، ولعل أبرز إصابة تعرّض لها هي الإصابة من رضا تكر.

## وصلات خارجية
- ناجي مجرشي على موقع دوري كوريا الجنوبية (الإنجليزية)
- ناجي مجرشي على موقع قاعدة بيانات كرة القدم.إي يو (الإنجليزية)